# Yoshii (Fluss)
Der Fluss Yoshii (japanisch 吉井川 Yoshii-gawa) ist ein Fluss in der Präfektur Okayama in Japan mit einer Länge von 133 km. Er gehört neben dem Asahi und Takahashi zu den drei Hauptflüssen der Präfektur und mündet wie diese in die Seto-Inlandsee. Der Yoshii ist ein Klasse-A Fluss nach der Größenklassifizierung des Japanischen  Ministeriums für Land, Infrastruktur, Transport und Tourismus.